# Jim Weatherwax
James Michael Weatherwax, detto Jim (Porterville, 9 gennaio 1943), è un ex giocatore di football americano statunitense che ha giocato nel ruolo di defensive tackle per tutta la carriera con i Green Bay Packers della National Football League (NFL).
James Michael Weatherwax nacque il 9 gennaio 1943 nella contea di Tulare, in California. Era figlio di William G. e Oletta (Stewart) Weatherwax. Si diplomò alla Van Nuys High School di Van Nuys, in California. Weatherwax giocò a basket sotto la guida di Jerry Tarkanian alla Redlands High School e praticò anche il football americano. Giocatore versatile, Weatherwax fu selezionato per la squadra all-star della contea di San Bernardino nel 1960. Crebbe di 10 pollici tra il secondo e l'ultimo anno di liceo. All'università, Weatherwax iniziò al San Bernardino Valley College, un istituto biennale, e successivamente frequentò la West Texas A&M University e la Cal State-Los Angeles.

## Carriera professionistica
Weatherwax fu scelto nel corso dell'undicesimo giro del Draft NFL 1966 dai Green Bay Packers. Con essi disputò tutte le 34 gare della sua carriera professionistica, vincendo i primi due Super Bowl della storia. Proprio Jim fu l'autore del primo tackle nella storia del Super Bowl. Si ritirò alla fine della stagione 1969.

## Palmarès
- Super Bowl : 2

Green Bay Packers: I, II

## Statistiche
| Partite totali | 34 |
| Intercetti     | 0  |